# Somme d'Eisenstein
En mathématiques, une somme d'Eisenstein est une somme finie dépendant d'un corps fini et reliée aux sommes de Gauss. Les sommes d'Eisenstein ont été introduites par Gotthold Eisenstein, nommé sommes Eisenstein sums par Stickelberger (1890), et redécouverts par Yamamoto (1985), qui les a appelés sommes de Gauss relatives.

## Définition
La somme d'Eisenstein est donnée par
{\displaystyle E(\chi ,\alpha )=\sum _{\operatorname {tr} _{F/K}(t)=\alpha }\chi (t)}
où F est une extension finie du corps fini K, et χ est un caractère du groupe multiplicatif de F, et α est un élément de K (Lemmermeyer 2000, p. 133).